# Bad Girls Club
"Bad Girls Club" é o quarto single do álbum, Fashionably Late, da banda Americana Falling in Reverse lançado como video musical em dia 5 de novembro de 2013.

## Fundo
Falling in Reverse lançou seu segundo álbum de estúdio, Fashionably Late, em 18 de junho de 2013, tendo estreado entre os top vinte da Billboard 200 após seu lançamento. Desde sua formação em 2008, a banda têm acumulou uma base de fãs fanáticos, tanto assim que os vídeos lendários da banda foram vistos mais de 30 milhões de vezes. Para o começo de novembro, dia 10, a banda está finalizando sua turnê "An Evening With Falling in Reverse - Unplugged & Uncensored", que tem atraído multidões com shows esgotados. A canção "Bad Girls Club" é a segunda faixa do disco Fashionably Late, e ela é descrita como uma história de mentira, de alguém que se aproveitou do que Radke estava fazendo. Radke diz, "Musicalmente, queria fazer algo do estilo pop japonês. Queria que toda a música fosse tipo um vídeo de um comercial japonês". A faixa-título do álbum foi descrita por Radke como uma "canção [que] fala de transar com todas as amigas da minha ex".
Um video musical para a canção foi lançado em 5 de novembro de 2013. O clipe foi dirigido por Zach Merck que já trabalhou com a banda antes em seus vídeos para a The Drug In Me Is You, I'm Not A Vampire e Good Girls, Bad Guys. O video conta com participações especiais de Andy Biersack e Trace Cyrus. No clipe, Ronnie Radke é visto no meio de dois grupos rivais de "meninas más" da escola que brigam por ele. Radke e sua banda são ladeados pelas lindas moças e também aparecem tocando com capturas de tela verde com uma paisagem de cenas do Godzilla e varias explosões.

## Recepção
| Críticas profissionais | Críticas profissionais |
| Avaliações da crítica  | Avaliações da crítica  |
| Fonte                  | Avaliação              |
| ---------------------- | ---------------------- |
| Kill Your Stereo       | (Positiva)             |
| Metalholic             | (Positiva)             |

Sobre a canção, Kill Your Stereo afirmou que :"'Bad Girls Club' é o equivalente a 'Good Girls, Bad Guys', de The Drug in Me Is You. Esta faixa é um tanto pop, tão como você vai ouvir da banda. É uma música divertida, tendo um olhar sobre as "meninas loucas" lá fora. (antiga namorada, que fez Ronnie ficar preso? Todos nós ouvimos sobre isso)". O site Metalholic também comentou que, "'Bad Girls Club', definitivamente, tem um senso de humor que é inspirado pela capacidade de Ronnie Radke para atrair o tipo "menina louca" em seus relacionamentos passados. Essa música é absolutamente pop punk/pop rock , e não há maneira de debater nada disso [...] O refrão é completamente notável... Eu gosto indubitavelmente a ascensão e queda dos vocais nesta pista e tomar os elementos que não se importam com o lado, é uma música agradável".
Após o clipe da canção ser lançado, a revista Rock Sound comentou que: "E o prêmio de melhor videoclipe do ano vai para ... [Falling in Reverse - 'Bad Girls Club']".

## Lista de faixas
"Bad Girls Club" foi escrita e composta por Ronnie Radke.
| N.º | Título           | Duração |  |
| 1.  | "Bad Girls Club" | 3:41    |  |

## Creditos
Creditos para o video de "Bad Girls Club".
- Falling in Reverse - artista
- Epitaph - gravadora
- Zach Merck - diretor
- Ryan Kohler - produtor
- Boulevard Industries - Companía de produção
- Jason Valen - produtor executivo

## Histórico de lançamento
| Região         | Data               | Gravadora       | Formato          | Ref |
| -------------- | ------------------ | --------------- | ---------------- | --- |
| Estados Unidos | 21 de maio de 2013 | Epitaph Records | Download digital |     |
| Reino Unido    | 21 de maio de 2013 | Epitaph Records | Download digital |     |